# Justine Bouchard
Justine Angelle Bouchard (ur. 12 stycznia 1986) – kanadyjska zapaśniczka. Brązowa medalistka mistrzostw świata w 2009 i 2012, siódma w 2008. Czterokrotna medalistka mistrzostw panamerykańskich, złoto w 2013. Złoty medal na igrzyskach Wspólnoty Narodów w 2010. Mistrzyni mistrzostw Wspólnoty Narodów w 2009. Pierwsza w Pucharze Świata w 2009; druga w 2011; piąta w 2010 i 2013 i ósma w 2012. Najlepsza na akademickich MŚ w 2008 roku. Zawodniczka University of Calgary.